# Rose Mbowa
Rose Mbowa (18 tháng 1 năm 1943 - 11 tháng 2 năm 1999) là một nhà văn, nữ diễn viên, học giả và nữ quyền người Uganda. Bà là Giáo sư Nghệ thuật Sân khấu và Kịch nghệ tại Đại học Makerere, trường đại học công lập lâu đời nhất và lớn nhất ở Uganda.

## Bối cảnh và giáo dục
Rose Mbowa sinh ngày 18 tháng 1 năm 1943 tại thị trấn Kabale, vùng Tây của Uganda, là con của Eva Nyinabantu Mbowa, một người nội trợ, và Kasole Lwanda Mbowa, một kỹ thuật viên phòng thí nghiệm. Sau khi theo học các trường địa phương, bà được nhận vào trường trung học Gayaza, một trường nội trú uy tín khoảng 19 km (12 dặm), bên ngoài thủ đô Kampala của Uganda. Sau khi học trung học tại Gayaza, bà tiếp tục học văn học Anh tại Đại học Makerere. Năm 1969, bà được nhận vào Đại học Leeds, tốt nghiệp với bằng Thạc sĩ nghệ thuật (MA) về Nghệ thuật Sân khấu và Kịch nghệ.

## Nghề nghiệp
Bà làm việc một năm với tư cách là nhà sản xuất tại Radio Uganda. Mbowa đã trở thành một giảng viên trong khoa âm nhạc, khiêu vũ và kịch tại Đại học Makerere và sau đó trở thành người đứng đầu khoa này khi người đứng đầu trước đó bị buộc phải rời khỏi đất nước. Sau đó vào những năm 1980, bà làm việc với "Hợp tác xã phụ nữ Magere" nông thôn, và khuyến khích phụ nữ sử dụng văn hóa vào tiếp thị sản phẩm nông nghiệp của họ.